# 美國國家醫學情報中心
美國國家醫學情報中心（National Center for Medical Intelligence (NCMI)；前身為武裝部隊醫學情報中心（Armed Forces Medical Intelligence Center））是美國國防情報局下轄單位之一。NCMI的運作程序在美國國防部指令6420.01裏記載説明。NCMI的總部位於美國馬里蘭州迪特里克堡，其任務是監視、跟踪以及評估可能對美國軍人與平民的健康產生負面影響的一系列全球健康相關事件。

## 外部連結
- National Center for Medical Intelligence homepage